# The Creatures
The Creatures byla britská rocková hudební skupina, založená v roce 1981 dvěma členy skupiny Siouxsie and the Banshees: zpěvačkou Siouxsie Sioux a bubeník Budgie. Své první album skupina vydala v roce 1983. Během roku 1998 skupina odehrála společné turné s Johnem Calem. Dvojice se v roce 1991 vzala a po rozvodu v roce 2005 se skupina rozpadla.

## Diskografie
Studiová alba
- Feast (1983)
- Boomerang (1989)
- Anima Animus (1999)
- Hái! (2003)